# كلير ر. كيلي
كلير ر. كيلي (بالإنجليزية: Claire R. Kelly)‏ هي قاضية أمريكية، ولدت في 1965 في نيويورك في الولايات المتحدة.